# Ngõ Gạch
Ngõ Gạch là một con ngõ thuộc khu phố cổ Hà Nội, phường Đồng Xuân, quận Hoàn Kiếm, Hà Nội, với độ dài gần 130m.

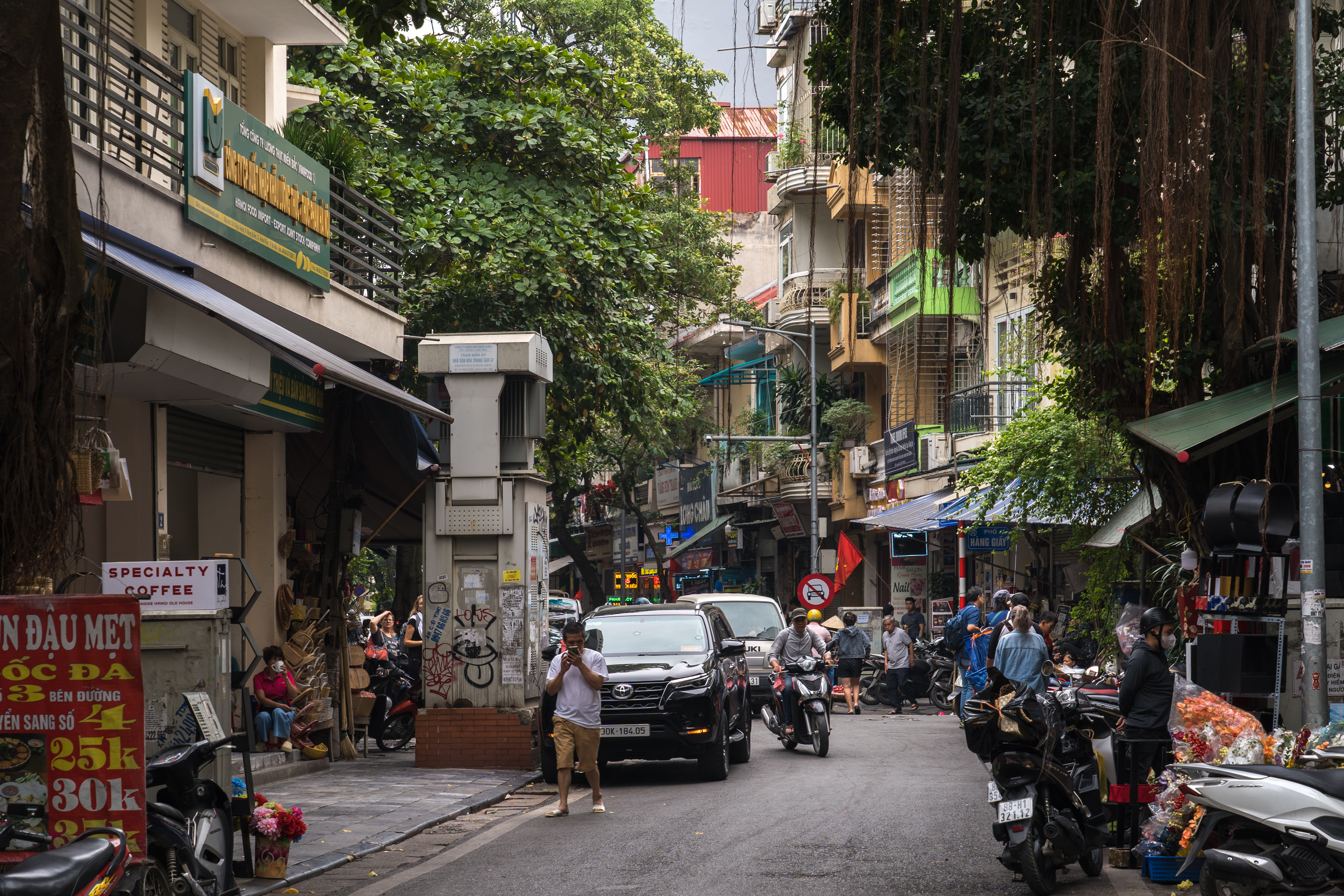
Ngõ Gạch

## Vị trí
Ngõ Gạch dài gần 130m, phía đông giáp ngã tư Hàng Giầy và nối với phố Nguyễn Siêu, phía tây giáp ngã tư Hàng Đường và nối với phố Hàng Cá.

## Lịch sử
Ngõ Gạch là một trong những con phố cổ nhất Hà Nội. Ngõ này cùng phố Nguyễn Siêu nguyên là lòng sông Tô Lịch cũ, bị lấp vào năm 1897. Cuối thế kỉ 19, trong phố có nhiều nhà bán vật liệu xây dựng, từ đó thành tên Ngõ Gạch. Phố vốn là đất thôn Hương Bài, làng Cổ Lương, tổng Hậu Túc (sau là tổng Đồng Xuân), huyện Thọ Xương, tỉnh Hà Nội xưa. Phố ngày nay thuộc phường Hàng Buồm, quận Hoàn Kiếm.
Thời Pháp thuộc, đây vốn là hai phố ngắn Rue Nguyễn Siêu và Rue Hàng Gạch (hay Rue des Briques) giáp nhau ở ngã tư Hàng Giầy, sau gộp lại thành Rue Án Sát Siêu. Từ năm 1945, phố được tách ra giống như nay gồm phố Ngõ Gạch và phố Nguyễn Siêu. Đến hết thế kỷ 20, phố vẫn buôn bán các mặt hàng vật liệu như xi măng, giấy bột màu, chổi đót, gạch ngói; một số gia đình bán tạp phẩm, đáp ứng nhu cầu người dân. Hiện nay, số dân tăng nhiều, phố chủ yếu kinh doanh trong các ngành thủ công mỹ nghệ, đồ ăn và du lịch.

## Di tích
Đình làng Cổ Lương nay đã mất nhưng đền Cổ Lương vẫn tọa lạc trong ngõ phố Nguyễn Siêu, gần ngay đầu Ngõ Gạch. Nhà số 10 là đình Thanh Hà thờ đại vương Trần Lựu, được dời đến đây từ trước khi xây chợ Đồng Xuân. Nhưng phố Thanh Hà cách đình khoảng 100m về phía đông.